# Přebor Jihomoravského kraje
Přebor Jihomoravského kraje tvoří společně s ostatními krajskými přebory skupiny páté nejvyšší fotbalové soutěže v České republice. Je řízen Jihomoravským krajským fotbalovým svazem. Hraje se každý rok od léta do jara se zimní přestávkou. Účastní se ho 16 týmů z Jihomoravského kraje, každý s každým hraje jednou na domácím hřišti a jednou na hřišti soupeře. Celkem se tedy hraje 30 kol. Premiérovým ročníkem byl 1960/61.
Z důvodu pandemie covidu-19 v Česku byl ročník 2019/20 z rozhodnutí FAČR ukončen po patnácti odehraných kolech a v následujícím ročníku 2020/21 se hrál od 7. srpna 2020 do 11. října téhož roku, kdy byl ukončen.

## Postupový a sestupový klíč
Vítězem se stává tým s nejvyšším počtem bodů v tabulce a postupuje do Divize D. Poslední týmy sestupují do I. A třídy (skupina A a B) podle spádovosti. Do Přeboru Jihomoravského kraje postupují vítězové obou skupin I. A třídy. Pokud do přeboru nesestoupí tým z divize, pak je počet účastníků doplněn lepším týmem ze druhého místa obou skupin I. A třídy.

## Vývoj názvu, úrovně a počtu účastníků
- 1960 – 1965 Jihomoravský krajský přebor (jedna ze skupin 3. nejvyšší soutěže, 14 účastníků)
- 1965 – 1969 Jihomoravský oblastní přebor (jedna ze skupin 4. nejvyšší soutěže, 14 účastníků)
- 1969 – 1972 Jihomoravský župní přebor (jedna ze skupin 5. nejvyšší soutěže, 14 účastníků)
- 1972 – 1977 Jihomoravský krajský přebor (jedna ze skupin 5. nejvyšší soutěže, 16 účastníků)
- 1977 – 1981 Jihomoravský krajský přebor (jedna ze skupin 4. nejvyšší soutěže, 16 účastníků)
- 1981 – 1983 Jihomoravský krajský přebor (jedna ze skupin 5. nejvyšší soutěže, 16 účastníků)
- 1983 – 1986 Jihomoravský krajský přebor (jedna ze skupin 5. nejvyšší soutěže, podskupiny A a B po 14 účastnících)
- 1986 – 1990 Jihomoravský krajský přebor (jedna ze skupin 5. nejvyšší soutěže, 14 účastníků)
- 1990 – 1991 Jihomoravský krajský přebor (jedna ze skupin 5. nejvyšší soutěže, 16 účastníků)
- 1991 – 1993 Jihomoravský župní přebor (jedna ze skupin 5. nejvyšší soutěže, 14 účastníků)
- 1993 – 2002 Jihomoravský župní přebor (jedna ze skupin 5. nejvyšší soutěže, 16 účastníků)
- 2002 – 2015 Přebor Jihomoravského kraje (jedna ze skupin 5. nejvyšší soutěže, 16 účastníků)
- 2015 – 2016 Přebor Jihomoravského kraje (jedna ze skupin 5. nejvyšší soutěže, 17 účastníků)
- od 2016/17 Přebor Jihomoravského kraje (jedna ze skupin 5. nejvyšší soutěže, 16 účastníků)

### Lichý počet účastníků
Z důvodu nezájmu týmů o postup do divize (sk. D) byl v sezoně 2015/16 počet účastníků poprvé v historii lichý (17). Z tohoto důvodu mělo v každém kole jedno mužstvo tzv. volný los, tedy v tomto kole nehrálo. Celkem každé mužstvo nastoupilo ke 32 utkáním. V ročníku 2016/17 se počet účastníků přeboru vrátil na tradičních šestnáct.

## Vítězové soutěže
Zdroje:
| Ročník  | Vítězný tým                           |
| ------- | ------------------------------------- |
| 1960/61 | TJ Spartak Hradišťan Uherské Hradiště |
| 1961/62 | TJ Fatra Napajedla                    |
| 1962/63 | TJ Baník Ratíškovice                  |
| 1963/64 | TJ ZKL Brno                           |
| 1964/65 | RH Znojmo                             |
| 1965/66 | TJ OP Prostějov                       |
| 1966/67 | TJ Spartak ZJŠ Brno „B“               |
| 1967/68 | RH Znojmo                             |
| 1968/69 | TJ Jiskra Otrokovice                  |
| 1969/70 | TJ Baník Ratíškovice                  |
| 1970/71 | TJ RH Znojmo                          |
| 1971/72 | TJ Jiskra Kyjov                       |
| 1972/73 | TJ Dynamo Jihlava                     |
| 1973/74 | TJ Spartak Uherský Brod               |
| 1974/75 | TJ Fatra Napajedla                    |
| 1975/76 | TJ Spartak Uherský Brod               |
| 1976/77 | TJ Tatran PKZ Poštorná                |
| 1977/78 | TJ Jiskra Staré Město                 |
| 1978/79 | TJ Tatran PKZ Poštorná                |
| 1979/80 | TJ Zetor Brno                         |

| Ročník  | Vítězný tým                          |
| ------- | ------------------------------------ |
| 1980/81 | TJ JZD Slušovice                     |
| 1981/82 | TJ ŽĎAS Žďár nad Sázavou             |
| 1982/83 | TJ Tatran PKZ Poštorná               |
| 1983/84 | TJ Spartak ČKD Blansko (vítěz sk. A) |
| 1984/85 | TJ Modeta Jihlava (vítěz sk. A)      |
| 1985/86 | TJ Drnovice (vítěz sk. B)            |
| 1986/87 | TJ RH Znojmo                         |
| 1987/88 | TJ Spartak Hulín                     |
| 1988/89 | TJ Spartak Jihlava                   |
| 1989/90 | TJ Zbrojovka Brno „B“                |
| 1990/91 | TJ ČKD Blansko                       |
| 1991/92 | TJ Slovan Retex Ivančice             |
| 1992/93 | FC Boček Kuřim                       |
| 1993/94 | FC Dosta Bystrc-Kníničky             |
| 1994/95 | SK Šlapanice                         |
| 1995/96 | SK Dolní Kounice                     |
| 1996/97 | TJ BOPO Třebíč                       |
| 1997/98 | TJ Slovan Břeclav                    |
| 1998/99 | SK Slavkov u Brna                    |
| 1999/00 | FC Slavia Třebíč                     |

| Ročník  | Vítězný tým                          |
| ------- | ------------------------------------ |
| 2000/01 | FK Drnovice „B“                      |
| 2001/02 | SK Rostex Vyškov                     |
| 2002/03 | TJ Framoz Rousínov                   |
| 2003/04 | TJ Cukrovar Hrušovany nad Jevišovkou |
| 2004/05 | SK Líšeň                             |
| 2005/06 | FK MKZ Rájec-Jestřebí                |
| 2006/07 | FK APOS Blansko                      |
| 2007/08 | FK Šardice                           |
| 2008/09 | FC Slovan Rosice                     |
| 2009/10 | TJ Palavan Bavory (postup neumožněn) |
| 2010/11 | Tatran Brno Bohunice                 |
| 2011/12 | FC Vracov                            |
| 2012/13 | FK Blansko                           |
| 2013/14 | FK Mutěnice                          |
| 2014/15 | TJ Tatran Bohunice (postup odmítl)   |
| 2015/16 | TJ Slovan Bzenec                     |
| 2016/17 | AFK Tišnov                           |
| 2017/18 | TJ Sokol Lanžhot                     |
| 2018/19 | TJ Start Brno                        |
| 2019/20 | TJ Tatran Bohunice (neúplný ročník)  |

| Ročník  | Vítězný tým                     |
| ------- | ------------------------------- |
| 2020/21 | FC Sparta Brno (neúplný ročník) |
| 2021/22 | TJ Tatran Bohunice              |
| 2022/23 | SK Líšeň „B“                    |
| 2023/24 | FC Kuřim                        |

Poznámky:
- V období 1983/84–1985/86 byl krajský přebor rozdělen na 2 skupiny.
- 1983/84: Vítězem skupiny B a poraženým v kvalifikaci bylo mužstvo TJ Spartak Hulín.[14][28][29]
- 1984/85: Vítězem skupiny B a poraženým v kvalifikaci bylo mužstvo TJ Spartak Hulín.[14][28]
- 1985/86: Vítězem skupiny A a poraženým v kvalifikaci bylo mužstvo TJ Spartak Jihlava.[14][30]
- Drnovicím se podařilo soutěž vyhrát s A-mužstvem (1985/86) i B-mužstvem (2000/01). Totéž se povedlo Líšni (A-mužstvo 2004/05 a B-mužstvo 2022/23).
- 2009/10: Palavanu Bavory nebyl postup do Divize D umožněn z důvodu nedostatečného počtu mládežnických družstev a klub se po sezoně přihlásil o 4 soutěže níže do III. třídy okresu Břeclav.[21][31] Mimořádně postoupila mužstva Tasovic, Sparty Brno a Hodonína-Šardic.[32]
- 2014/15: Bohuničtí se postupu z ekonomických důvodů vzdali.[22]

### Vícenásobní vítězové
- 4 – 1. SC Znojmo (1964/65 a 1967/68 jako RH Znojmo, 1970/71 a 1986/87 jako TJ RH Znojmo)
- 4 – TJ Tatran Bohunice (2010/11 jako Tatran Brno Bohunice, 2014/15, 2019/20 a 2021/22)
- 3 – SK Tatran Poštorná (1976/77, 1978/79 a 1982/83 jako TJ Tatran PKZ Poštorná)
- 2 – TJ FS Napajedla (1961/62 a 1974/75 jako TJ Fatra Napajedla)
- 2 – FK Baník Ratíškovice (1962/63 a 1969/70 jako TJ Baník Ratíškovice)
- 2 – ČAFC Židenice 2011 (1963/64 jako TJ ZKL Brno a 1979/80 jako TJ Zetor Brno)
- 2 – FC Zbrojovka Brno „B“ (1966/67 jako TJ Spartak ZJŠ Brno „B“ a 1989/90 jako TJ Zbrojovka Brno „B“)
- 2 – TJ Modeta Jihlava (1972/73 jako TJ Dynamo Jihlava a 1984/85)
- 2 – ČSK Uherský Brod (1973/74 a 1975/76 jako TJ Spartak Uherský Brod)
- 2 – TJ ČKD Blansko (1983/84 jako TJ Spartak ČKD Blansko a 1990/91)
- 2 – FK Blansko (2006/07 jako FK APOS Blansko a 2012/13)

## Nejlepší střelci
| Ročník  | Střelec                | Klub                           | Branky |
| ------- | ---------------------- | ------------------------------ | ------ |
| 1970/71 | Ladislav Vydra         | TJ Tatran PKZ Poštorná         | 28     |
| …       |                        |                                |        |
| 1973/74 | Vlastimil Petržela     | TJ OP Prostějov                | 35     |
| …       |                        |                                |        |
| 1981/82 | Stanislav Zedníček st. | TJ ŽĎAS Žďár nad Sázavou       | 19     |
| …       |                        |                                |        |
| 1988/89 | Libor Hamara           | TJ Spartak Jihlava             | 20     |
| …       |                        |                                |        |
| 1993/94 | Pavel Fila             | FC Dosta Bystrc-Kníničky       | 23     |
| …       |                        |                                |        |
| 2002/03 | Jiří Jaroš             | Tatran Brno-Bohunice           | 22     |
| 2003/04 | Luboš Knoflíček        | TJ Sokol Hrušky                | 26     |
| 2004/05 | Jiří Jaroš             | ČAFC Židenice Brno             | 23     |
| 2005/06 | Jakub Krejčí           | FK MKZ Rájec-Jestřebí          | 21     |
| 2006/07 | David Šmehlík          | TJ Sokol Dědice                | 27     |
| 2007/08 | Petr Kohůt             | TJ Kordárna Velká nad Veličkou | 28     |
| 2008/09 | Petr Malata            | FC Slovan Rosice               | 29     |
| 2009/10 | Pavel Novotný          | FC Sparta Brno                 | 33     |
| 2010/11 | Vladimír Bombicz       | Tatran Brno-Bohunice           | 25     |
| 2011/12 | Ondřej Zýbal           | FC Vracov                      | 23     |
| 2012/13 | Petr Kasala            | TJ Slovan Bzenec               | 27     |
| 2013/14 | Martin Fuxa            | FC Sparta Brno                 | 26     |
| 2014/15 | Petr Kasala            | TJ Slovan Bzenec               | 29     |
| 2015/16 | Petr Kasala            | TJ Slovan Bzenec               | 35     |
| 2016/17 | František Kuldan       | AFK Tišnov                     | 22     |
| 2016/17 | Jan Urban              | FC Dosta Bystrc-Kníničky       | 22     |
| 2017/18 | Lukáš Čambal           | TJ Sokol Lanžhot               | 25     |
| 2018/19 | Radim Záruba           | SK Moravská Slavia Brno        | 29     |
| 2018/19 | Ondřej Přichystal      | FC Sparta Brno                 | 29     |
| 2019/20 | Tom Kratochvíl         | FC Dosta Bystrc-Kníničky       | 16     |
| 2020/21 | Jakub Mičko            | FC Sparta Brno                 | 9      |
| 2020/21 | Dominik Havlín         | FC Svratka Brno                | 9      |
| 2021/22 | Jan Novák              | FC Boskovice                   | 20     |
| 2022/23 | Jindřich Stehlík ml.   | FC Sparta Brno                 | 25     |
| 2023/24 | Jindřich Stehlík ml.   | FC Sparta Brno                 | 27     |

Poznámky
- 2015/16: Jde o novodobý střelecký rekord od reorganizace soutěže před sezonou 2002/03 (župy → kraje).
- Jiří Jaroš je synem Jiřího Jaroše a vnukem Josefa Jaroše. V roce 2007 byl jako hráč divizního klubu SK Líšeň účastníkem pohárového utkání s vedoucím týmem ligy a účastníkem Ligy mistrů Slavií Praha (výhra Líšně 4:3).

## Historická účast rezervních mužstev
Prvních šedesáti pěti ročníků (1960/61–2024/25) se zúčastnilo deset B-mužstev a jedno C-mužstvo. Ve 28 sezonách nestartoval žádný záložní tým (1969/70–1971/72, 1976/77, 1980/81, 1981/82, 1993/94–1998/99, 2002/03–2004/05, 2006/07–2008/09, a 2011/12–2018/19, 2023/24 a 2024/25). Ve čtyřech případech dokázala rezervní mužstva soutěž vyhrát (1966/67, 1989/90, 2000/01 a 2022/23).
| Rezervní mužstvo        | Vítězství | Podrobnosti                                                                                     |
| ----------------------- | --------- | ----------------------------------------------------------------------------------------------- |
| FC Zbrojovka Brno „B“   | 2         | 7 sezon (1965/66–1966/67, 1985/86–1989/90)                                                      |
| 1. FK Drnovice „B“      | 1         | 2 sezony (1999/00–2000/01)                                                                      |
| SK Líšeň „B“            | 1         | 4 sezony (2019/20–2022/23)                                                                      |
| FC Zlín „B“             | –         | 23 sezony (1960/61–1964/65, 1967/68–1968/69, 1972/73–1975/76, 1977/78–1979/80, 1982/83–1990/91) |
| 1. SC Znojmo „B“        | –         | 7 sezon (1966/67, 1989/90–1992/93, 2009/10–2010/11)                                             |
| TJ Spartak ZJŠ Brno „C“ | –         | 1 sezona (1962/63)                                                                              |
| TJ Jiskra Kyjov „B“     | –         | 1 sezona (1985/86)                                                                              |
| VTJ Sigma Hodonín „B“   | –         | 1 sezona (1990/91)                                                                              |
| FC Sparta Brno „B“      | –         | 1 sezona (2000/01)                                                                              |
| FC Vysočina Jihlava „B“ | –         | 1 sezona (2001/02)                                                                              |
| FK Šardice „B“          | –         | 1 sezona (2005/06)                                                                              |